# 초청특강 문화동행
《초청특강 문화동행》은 KBS 코리아에서 방송되었던 시사교양 프로그램이었으며 2005년 본사 직속으로 제작했으나 본사 채널로 통합 후 폐지 후 종영했다.